# アル・カルフSC
アル・カルフSC（アラビア語: نادي الكرخ الرياضي、英語: Al-Karkh Sport Club）は、イラク・バグダード・カルフ地区にホームを置くサッカークラブである。1991年まではアル・ラシード・クラブ（نادي الرشيد、Al-Rasheed）というクラブ名だった。
アル・ラシード時代の1980年代後半に国内リーグに3連覇（1987-1989）、FAカップに2連覇（1987-1988）、アラブ・クラブ・チャンピオンズカップに3連覇（1985-1987）した。1989年のアジアクラブ選手権では決勝に進出し、アル・サッドとの2試合に引き分けたが、アウェーゴールルールにより敗れた。2005-06シーズンのイラク・プレミアリーグ第1ステージでグループ3（中部B）の6位（全7チーム）に沈み降格した。2009年11月の昇格ラウンドで1位となり、2009-10シーズンにプレミアリーグに復帰した。

## タイトル
- イラク・プレミアリーグ：3回

1987, 1988, 1989
- イラクFAカップ：2回

1987, 1988
- アラブ・クラブ・チャンピオンズカップ：3回

1985, 1986, 1987

## AFCの大会における成績
- アジアクラブ選手権: 4回出場

1986: 予選ステージ
1988: グループステージ
1989: 準優勝
1990: グループステージ

## 歴代所属選手
- サアド・アブドゥルアミール 2008-2010
- モハンナド・アブドゥッラヒーム 2009-2012